# Yuta Ito
Yuta Ito (伊藤 優汰 Ito Yuta?, nacido el 18 de septiembre de 1992 en Aichi) es un futbolista japonés que se desempeña como centrocampista en el Kataller Toyama de la J3 League.

## Trayectoria

### Clubes
| Club              | País  | Año         |
| ----------------- | ----- | ----------- |
| Kyoto Sanga FC    | Japón | 2011 - 2015 |
| Ehime FC (cedido) | Japón | 2013        |
| Albirex Niigata   | Japón | 2016 - 2018 |
| Kataller Toyama   | Japón | 2019 -      |

## Estadística de carrera

### J. League
| Club            | Año   | J. League | J. League | Copa J. League | Copa J. League | Total | Total |
| Club            | Año   | Part.     | Goles     | Part.          | Goles          | Part. | Goles |
| --------------- | ----- | --------- | --------- | -------------- | -------------- | ----- | ----- |
| Kyoto Sanga FC  | 2011  | 20        | 3         | -              | -              | 20    | 3     |
| Kyoto Sanga FC  | 2012  | 10        | 1         | -              | -              | 10    | 1     |
| Ehime FC        | 2013  | 6         | 0         | -              | -              | 6     | 0     |
| Kyoto Sanga FC  | 2014  | 14        | 1         | -              | -              | 14    | 1     |
| Kyoto Sanga FC  | 2015  | 29        | 4         | -              | -              | 29    | 4     |
| Albirex Niigata | 2016  | 18        | 1         | 4              | 1              | 22    | 2     |
| Albirex Niigata | 2017  | 7         | 0         | 2              | 0              | 9     | 0     |
| Total           | Total | 104       | 10        | 6              | 1              | 110   | 11    |